# Azuqueca de Henares
Azuqueca de Henares é um município da Espanha na província de Guadalajara, comunidade autónoma de Castela-Mancha. Tem 19,7 km² de área e em 2021 tinha 35 236 habitantes (densidade: 1 788,6 hab./km²).

## Demografia
| Variação demográfica do município entre 1991 e 2007[carece de fontes?] | Variação demográfica do município entre 1991 e 2007[carece de fontes?] | Variação demográfica do município entre 1991 e 2007[carece de fontes?] | Variação demográfica do município entre 1991 e 2007[carece de fontes?] |
| ---------------------------------------------------------------------- | ---------------------------------------------------------------------- | ---------------------------------------------------------------------- | ---------------------------------------------------------------------- |
| 1991                                                                   | 1996                                                                   | 2001                                                                   | 2007                                                                   |
| 11624                                                                  | 16013                                                                  | 20673                                                                  | 29540                                                                  |